# Homerisches Gelächter

Hephaistos zeigt den Göttern die in seinem Netz gefangenen Aphrodite und Ares, um 1540, Kunsthistorisches Museum, Wien

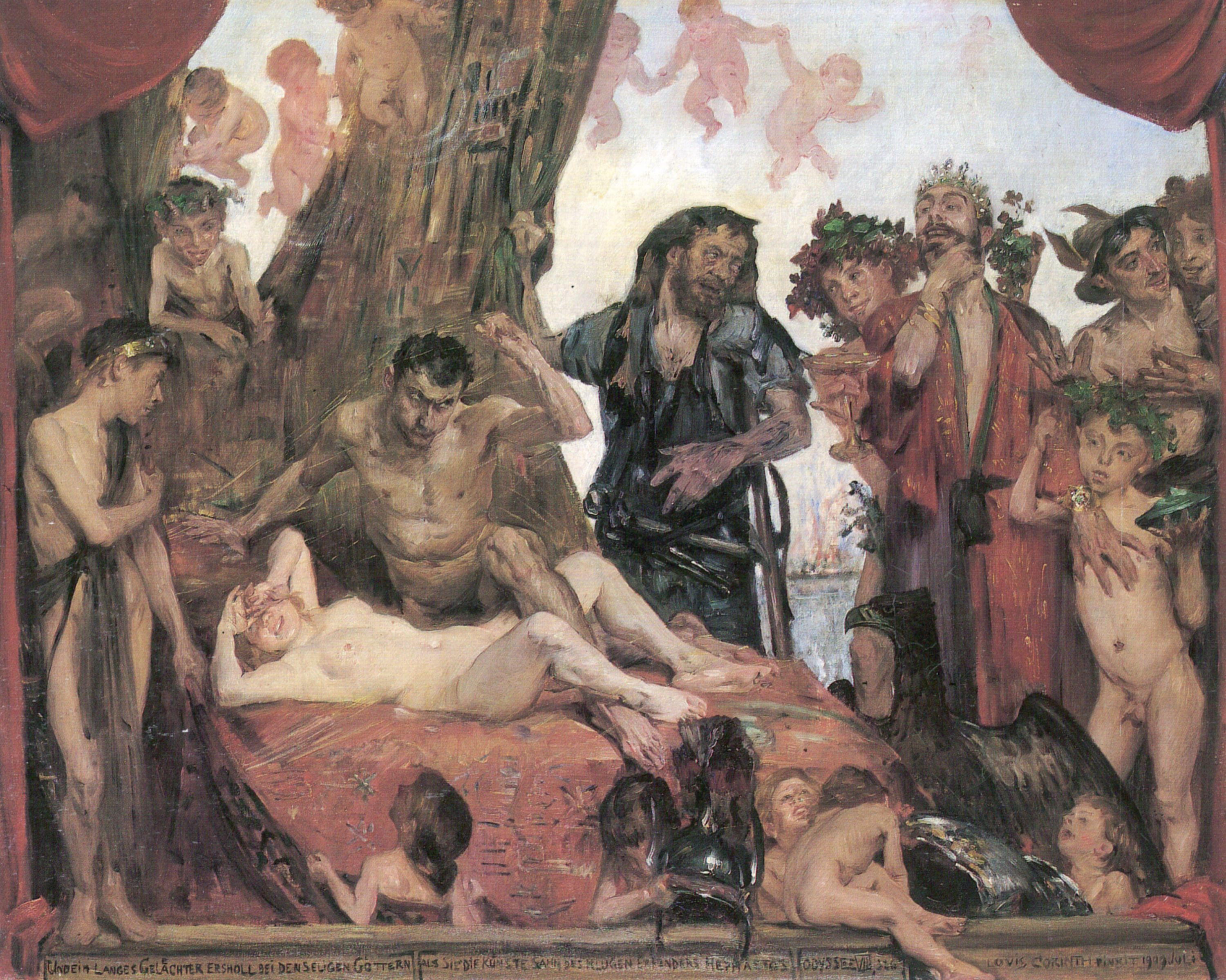
Lovis Corinth: Das homerische Gelächter, 1909 (Bayerische Staatsgemäldesammlungen, München)

Homerisches Gelächter  (von altgriechisch ἄσβεστος γέλως ásbestos gélōs, deutsch „unauslöschliches Gelächter“) bezeichnet das Gelächter, das der griechische Epen-Dichter Homer in seiner Ilias (1, 599) und in seiner Odyssee (8, 326) die Götter anstimmen lässt. Es wird als lautes, nicht enden wollendes Gelächter beschrieben. Der deutsche Ausdruck „homerisches Gelächter“ könnte von dem franz. rire homérique ausgegangen sein.
In der Odyssee erhebt sich das Gelächter über eine Szene mit dem Gott Hephaistos: Er hatte seine Gattin Aphrodite, die ihn mit Ares betrog, zusammen mit diesem in einem unsichtbaren, aus Erz oder Stahl bestehenden Netz gefangen, das er über seinem Ehebett angebracht hatte, und dann die übrigen Götter dazu gerufen (Odyssee 8, 306–320 und 325–327 in der Übersetzung von Johann Heinrich Voß):

„Vater Zeus, und ihr andern, unsterbliche selige Götter!
 Kommt und schaut den abscheulichen unausstehlichen Frevel:
Wie mich lahmen Mann die Tochter Zeus’ Aphrodite
Jetzo auf immer beschimpft, und Ares den Bösewicht herzet;
Darum, weil jener schön ist und grade von Beinen, ich aber
Solche Krüppelgestalt! Doch keiner ist schuld an der Lähmung,
Als die Eltern allein! O hätten sie nimmer gezeuget!
Aber seht doch, wie beid’ in meinem eigenen Bette
Ruhn und der Wollust pflegen! Das Herz zerspringt mir beim Anblick!
Künftig möchten sie zwar, auch nicht ein Weilchen, so liegen!
Wie verbuhlt sie auch sind, sie werden nicht wieder verlangen,
So zu ruhn! Allein ich halte sie fest in der Schlinge,
Bis der Vater zuvor mir alle Geschenke zurückgibt,
Die ich als Bräutigam gab für sein schamloses Gezüchte!
Seine Tochter ist schön, allein unbändiges Herzens!“

Die anderen Götter brachen in Gelächter aus, welches für sterbliche Menschen als Donner zu hören war. Dabei ist nicht ganz zu klären, über wen:

„Jetzo standen die Götter, die Geber des Guten, im Vorsaal;
Und ein langes Gelächter erscholl bei den seligen Göttern,
Als sie die Künste sahn des klugen Erfinders Hephästos.“

In seinen Metamorphosen (4, 170–189) lässt der römische Dichter Ovid diese Geschichte von einer der Minyaden erzählen. An der Stelle, wo die anderen Götter herzlich über Venus (Aphrodite) und Mars (Ares) lachen, die ihnen da „schimpflich verstrickt“ (lateinisch turpiter ligati) präsentiert werden, bemerkt er, auch manch einer „der gutgelaunten Götter möchte gern auf solch Weise in Schimpf und Schande geraten!“.